# Erich Neumann (homme politique)
Pour les articles homonymes, voir Erich Neumann (psychologue) et Neumann.
Erich Neumann, né le 31 mai 1882 à Forst (Province de Brandebourg) et décédé le 23 mars 1951 à Garmisch-Partenkirchen, était un homme politique nazi, nommé Sturmbannführer en 1934 puis il fut Sous-secrétaire d'État. Il fut un des participants à la Conférence de Wannsee, qui traita de l'organisation de la Shoah.

## Biographie
Neumann est né dans une famille protestante et est le fils d'un propriétaire d'usine. Après son Abitur (équivalent du baccalauréat français) , Neumann étudie le droit et l'économie politique dans trois universités allemandes : celle de Fribourg-en-Brisgau , celle de Leipzig et celle Halle-Wittemberg. En 1911, il devient membre du Corps Rhenania Freiburg (de).
- 1914-1917 : Mobilisé
- 1920 : Assesseur au ministère prussien de l'Intérieur
- 1923 : Administrateur au ministère du Commerce de Prusse
- 1927 : Administrateur de l'arrondissement de Freystadt-en-Basse-Silésie (Silésie du Nord)
- 1928 : Conseiller ministériel au ministère du Commerce
- 1932 : Directeur de service ministériel au ministère d'État de Prusse
- 1933 : Adhésion au NSDAP
- 1934 : Adhésion à la SS et au vu des services effectués et des diplômes détenus, directement nommé au grade d'officier supérieur de Strurmbannführer
- 1936 : Chargé du "Plan de quatre ans"
- 1938 : Nommé Sous-Secrétaire d'Etat et adjoint de Paul Kröner
- 1941 : Président délégué du conseil d’administration de la Continentale pétrolière S.A.
- 1942 : Directeur général du syndicat allemand de la potasse
- 1945 : arrêté et détenu dans un camp de l'armée américaine
- 1948 : relâché par les Américains .